# Tropska klima
Tropska klima je klima koja se nalazi od ekvatora do 23,5 stupnja sjeverno i južno geografske širine. Postoje tri vrste tropskih klima:
- prašumska klima (Af)
- savanska klima (Aw)
- monsunska klima (Am)

## Obilježja tropske klime
U tropskoj klimi ljeta su vruća, a zime tople. Temperatura u tropskoj klimi može narasti do 40 °C ljeti i može doći do 10-15 °C zimi. Srednja tropska temperatura iznosi 22 stupnja. Biljne zajednice koje rastu u tropskoj klimi su prašume i savane. Prašume su guste tropske šume u prašumskoj klimi, a savane su biljne zajednice visokih trava u savanskoj klimi.

## Prašumska klima
Prašumska klima nalazi se od ekvatora do otprilike 10-12 stupnjeva južne i sjeverne geografske širine.
Na područjima s prašumskom klimom rastu prašume ili tropska kišna šuma. Dijele se na takozvane "katove". Prašume čine vazdazeleno drveće (koje je katkad više od 50 m), lijane, puzavice, paprati, cvjetnice i mahovine. Zrak je vlažan i zagušljiv zbog stalnog truljenja biljnog svijeta. Najveće prašume nalaze se u slijevu rijeke Amazonas (Brazil) i u slijevu rijeke Kongo (Afrika). Slična područja nalaze se u Indokini, na Šri Lanki, Malajskom otočju, duž Gvinejskog zaljeva i drugdje.
Kiša je svakodnevna pojava, a obično pada oko podneva ili ranog poslijepodneva. [nedostaje izvor]

## Savanska klima
Savanska klima nalazi se od 10-12 stupnja tj. od prostora prašumske klime do 23.5 stupnja sjeverne i južne geografske širine. Na području savanske klime raste biljna zajednica visokih trava (savana, i razlikuju se sušno i kišno razdoblje. Danas savane dijelom postaju oranice i plantaže duhana, kave, kikirikija i sl.

## Monsunska klima
Monsunska klima nalazi se po tropskoj klimi gdje puše vjetar monsun. To je izmjenični vjetar. Ljeti puše od mora prema kopnu te tada donosi mnogo padalina, a zimi puše od kopna prema moru. Puše na području Indije, dijelova južne Kine i japanskog otočja, a slična obilježja monsunske klime imaju sjeverna Australija i Gvinejsko primorje.

## Životinjski svijet

### Prašumska klima
U prašumi žive razni primati, ptice, gmazovi i kukci. U području Amazonske prašume najviše ima zmije udavke anakonde. 

### Savanska klima
U savanskoj klimi ima manje biljnog svijeta nego u prašumskoj klimi, ali zato ima više životinjskog svijeta. Tu se nalaze lavovi, tigrovi, žirafe, zebre i slonovi itd.

## Galerija
- Bijeli lav - stanovnik savane
- Giboni - stanovnici prašuma
- Monsun u brdima središnje Indije